# Geron kozlovi
Geron kozlovi är en tvåvingeart som beskrevs av Zaitzev 1972. Geron kozlovi ingår i släktet Geron och familjen svävflugor. Inga underarter finns listade i Catalogue of Life.